# Rolinha-de-asa-canela
A rolinha-de-asa-canela ou rolinha-pequena (Columbina minuta) é uma espécie de ave da família Columbidae.
Pode ser encontrada nos seguintes países: Argentina, Belize, Bolívia, Brasil, Colômbia, Costa Rica, Equador, El Salvador, Guiana Francesa, Guatemala, Guiana, Honduras, México, Nicarágua, Panamá, Paraguai, Peru, Suriname, Trinidad e Tobago e Venezuela.
Os seus habitats naturais são: savanas áridas, matagal árido tropical ou subtropical, matagal tropical ou subtropical de alta altitude, campos de gramíneas de baixa altitude subtropicais ou tropicais sazonalmente húmidos ou inundados e florestas secundárias altamente degradadas.

## Subespécies
São reconhecidas quatro subespécies:
- Columbina minuta minuta (Linnaeus, 1766) - ocorre do leste da Colômbia até a Venezuela, na Ilha de Trinidad no Caribe, Guianas, no Brasil e no nordeste da Argentina;
- Columbina minuta interrupta (Griscom, 1929) - ocorre do sudeste do México até Belize, Guatemala e Nicarágua;
- Columbina minuta elaeodes (Todd, 1913) - ocorre da Costa Rica até a região central e oeste da Colômbia;
- Columbina minuta amazilia (Bonaparte, 1855) - ocorre na região árida costeira do sudoeste do Equador até a região de Lima, no Peru.